# 横浜ベイブリッジ
横浜ベイブリッジ（よこはまベイブリッジ）は、1989年（平成元年）9月27日に開通した神奈川県横浜市にある長さ860 m（中央支間長460 m）の斜張橋である。横浜港の本牧埠頭（横浜市中区）と対岸の大黒埠頭（横浜市鶴見区）を結ぶ形で架かっており、また横浜港と東京港方面を結ぶ港湾物流ルートの一端を担うことにより、都市部の渋滞を緩和する重要な輸送路である。

## 概要

首都高速道路（赤線）および周辺高速道路・有料道路のルート図。左下の大黒JCTと本牧JCTの間にある海上部がベイブリッジ。

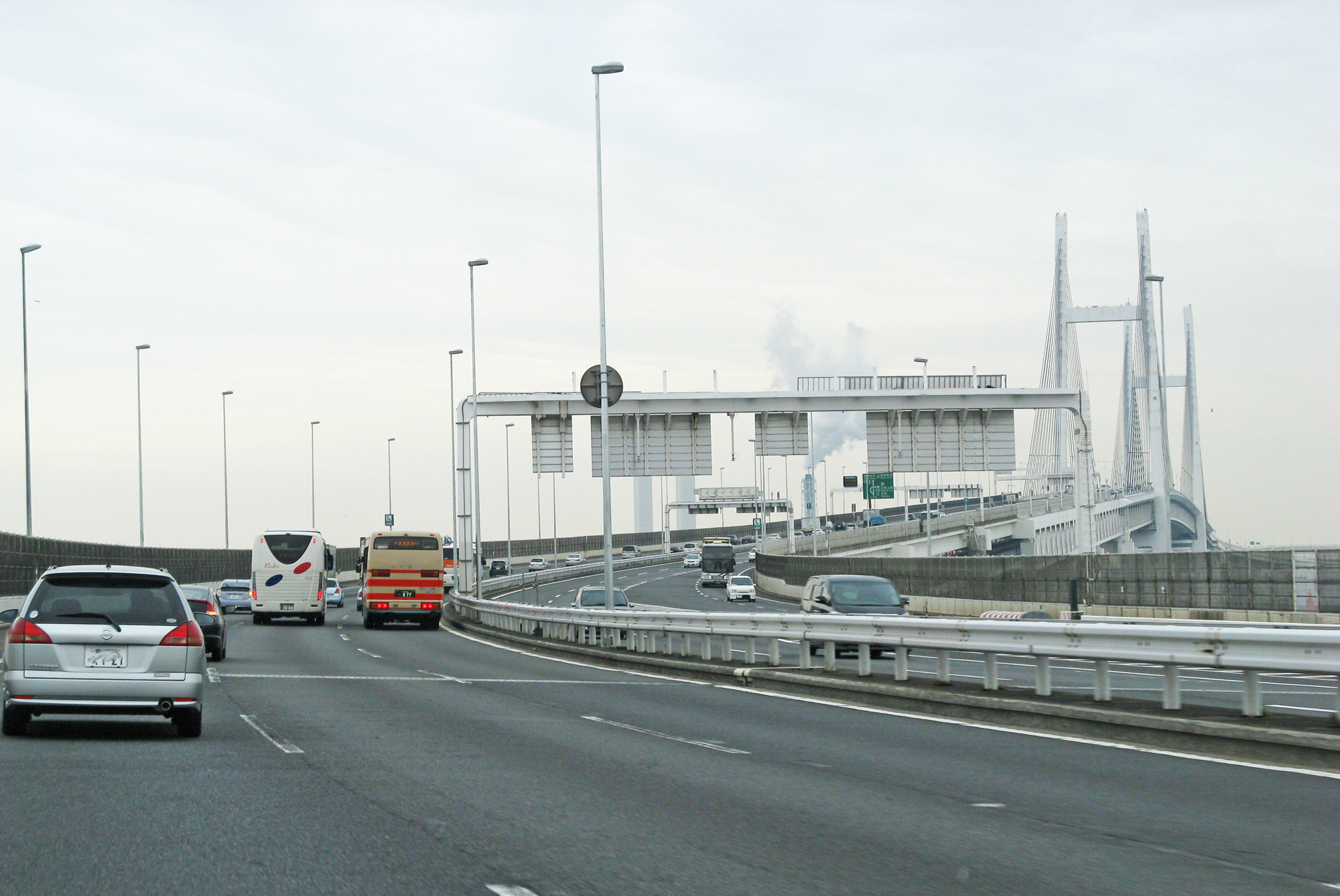
湾岸線からベイブリッジ方面を見る

開業前は「横浜港横断橋」（通称：横浜ベイブリッジ）と呼ばれていた。
本牧埠頭A突堤（中区）と大黒埠頭（鶴見区）とを結んでおり、上層部は首都高速湾岸線で、下層部は国道357号となっている。下層部も自転車および125cc以下の原動機付き自転車の通行は禁止される。また、歩道が無いため徒歩で渡ることもできない。
上層部の制限速度は、開通当初は70 km/hだったが、その後80 km/hになっている。
建設の目的は、高度経済成長期によって悪化した横浜市街地における渋滞の解消である。設計は名港西大橋のデザイン案を、名称はサンフランシスコ・オークランド・ベイブリッジをそれぞれ参考にしたとされる。計画段階では東京港最大の大井コンテナ埠頭が建設される前であったため、横浜港の需要はまだ高かった。そのため東京側から本牧埠頭に向かうためには神奈川県庁や横浜市役所などがある横浜の中心部の関内を通らなければならず、そのため国道133号に交通が集中し、モータリゼーションによる交通量の増加も相まって慢性的な渋滞が発生していた。そこで横浜市六大事業において、本牧埠頭へのバイパス道路首都高速湾岸線の一部という役割に加え、横浜の新たなシンボルとして建設を計画。当時の建設省（現：国土交通省）に橋の建設を積極的に働きかけ、難工事の末に開通した。
完成時において日本最長の斜張橋（橋脚間の距離460 mにおいて）であったことから、開通当初は故障以外の駐停車は禁じられている都市高速道路であるにもかかわらず、夜景見物目的の駐車車両が多く問題とされたこともあったが、後にレインボーブリッジなどの吊橋が建設されたこともあり、現在は見かける事はほとんどない。また、故障以外の駐停車を防止するためのアナウンスが常に流れている。
上層部の開通後も、高速通行料金の関係から、本牧 - 大黒間の移動においても、ベイブリッジを避けて市内中心部の一般道へ迂回するコンテナ車両などが多かったため、地元住民や港湾関係者などから一般道建設の要望があり、2004年（平成16年）に下層部に国道357号が開通、臨港道路として横浜港内における港湾関係車両の重要な移動経路としても用いられている。
大黒ふ頭側には、橋脚の道路下にある展望台までの遊歩道「横浜スカイウォーク」があり、大型客船の通過時などは迫力のある風景を見学することが出来る。開業以来有料で開放され、2010年（平成22年）9月に閉鎖されたが、2019年（平成31年）4月以降は特定日のみ無料で一時開放された。横浜スカイウォークは2022年（令和4年）6月25日にリニューアルオープンして約3年ぶりに開放されることになり、新本牧ふ頭整備事業のPR施設の役割も担うことになった。

## 歴史
- 1964年：横浜市港湾局を中心に調査開始[4]
- 1969年：建設省により調査開始[4]
- 1977年8月：都市計画決定（鶴見区扇島 - 中区千鳥町）
- 1980年11月：着工
- 1989年9月27日：上層部の首都高速湾岸線が開通
- 1998年：ベイブリッジ一般部事業着手
- 2004年4月24日：下層部の国道357号が開通
  - 下層は暫定2車線（計画6車線）であり、制限速度は50 km/h。事実上自動車専用道路の扱いである。

## 隣
首都高速湾岸線
本牧JCT（幸浦方面と接続） - (B07) 本牧ふ頭出入口 - 本牧JCT（東京方面と接続） - 横浜ベイブリッジ - 大黒JCT/(B08,B09) 大黒ふ頭出入口/大黒PA

## 交通
- バス停（スカイウォーク前）
  - 17系統（鶴見駅、生麦駅方面行き） - ベイブリッジを走行しない

## 大型客船の航行問題
近年、横浜ベイブリッジの下を通過できない大型外国クルーズ客船が続々と登場している。ベイブリッジの海面からの高さ（クリアランス）は約55 mで、パナマックスの最大高57.91 mを下回っており、くぐれなければ横浜港「大さん橋」を活用できず、クルーズ客船の誘致合戦で後れをとっており、外国船寄港数は九州地方の港を下回っている。
通過する事例でも、クイーン・エリザベスは、あらかじめ汐待ちして（干潮時間帯を狙って）ギリギリのクリアランスで通過している。このため2013年（平成25年）5月8日、横浜市が本牧ふ頭の貨物用岸壁の活用を検討し、これを管理する港湾会社と調整に入ったと読売新聞によって報じられた。
- 2009年（平成21年）3月6日、客船クイーン・メリー2が横浜に寄港したが、横浜ベイブリッジの下を通過することができないため、大黒ふ頭に接岸した[11]。
- 2010年（平成22年）2月14日、客船クイーン・メリー2が横浜に寄港（2回目）したが、横浜ベイブリッジの下を通過することができないため、大黒ふ頭に接岸した。前年とは変わり、安全のため、一般市民を立入禁止にする措置を実施した[12]。貨物埠頭への接岸については、前年より搭乗客から不満があったことも影響し、2011年（平成23年）の寄港地を大阪港に変更した。
- 2013年（平成25年）5月8日、客船ボイジャー・オブ・ザ・シーズが横浜に寄港したが、横浜ベイブリッジの下を通過することができないため、大黒ふ頭に接岸した[13]。
- 2015年（平成27年）3月17日、客船クイーン・エリザベスが横浜に寄港する予定であったが、南太平洋上で発生したサイクロン・パムの影響により、横浜港到着予定時間が干潮時間とずれて、ベイブリッジをくぐることができないため、寄港地を急遽神戸港に変更した[14]。
- 2017年（平成29年）4月19日 - 大さん橋の代替として、大黒ふ頭に客船ターミナルが完成。
- 2020年（令和2年） - 大さん橋に寄港していたダイヤモンド・プリンセスが、ファンネルの改修によりベイブリッジをくぐることができなくなったため、大黒ふ頭に接岸した。
- 2025年（令和7年）ごろ - 大さん橋の代替として、本牧ふ頭A突堤に客船ターミナルが完成予定。

## 横浜ベイブリッジが登場する作品
- 「あぶない刑事」シリーズ - テレビシリーズ2作（無印・「もっと」）と初期映画3部作（「あぶない刑事」・「またまたあぶない刑事」・「もっともあぶない刑事」）には、当時工事中の横浜ベイブリッジが登場する。それ以降の作品でも完成後の横浜ベイブリッジが登場する。
- 「WALK」（CHAGE and ASKA） - MVに建設中の横浜ベイブリッジが登場する。
- 「ウルトラマンX」 - 劇中で実験で実体化したゴモラがダークサンダーエナジーでEXゴモラと化して暴れ回り、ウルトラマンエックスと戦った沿岸の工場地帯の舞台として登場。
- 「勝手にしやがれヘイ!ブラザー」 - エンディングでは、主演の柴田恭兵と仲村トオルがオープンカー（柴田）とバイク（仲村）で横浜ベイブリッジを併走する場面が映し出される。
- 「機動警察パトレイバー 2 the Movie」 - 冒頭に空対地ミサイルが中央に命中して破壊される[15]。
- 「機動刑事ジバン」 - 第44話と最終話の一場面で登場。
- 「ゴジラvsモスラ」 - バトラのプリズム光線で破壊される。
- 「ゴジラ・モスラ・キングギドラ 大怪獣総攻撃」 - ゴジラの熱線が命中し、ほぼ全壊する。
- 「首都高バトル01」 - 走行コースの一部として登場。
- 「大決戦!超ウルトラ8兄弟」 - 劇中でギガキマイラのデザスタルバーストで寸断される。
- 「デジモンセイバーズ」 - 作品が主に横浜のみなとみらい地区をモデルにしており、度々登場している。
- 「ベイ・ブリッジ・セレナーデ」（浜田省吾） - 横浜を舞台にした楽曲。
- 「も〜っと! おジャ魔女どれみ」の第13話『夢の船にのりたい!』にて登場した。
- 「横浜エレジィ」 - ゲーム画面の背景として登場。
- 「横浜Boy Style」（CoCo） - MVに横浜ベイブリッジが登場する。
- 「LOVE AFFAIR 〜秘密のデート」（サザンオールスターズ） - 大黒ふ頭が中心の歌詞になっている（サビの「大黒ふ頭で虹を見て」は桑田佳祐がレインボーブリッジを横浜ベイブリッジと勘違いして書いたものである）。
- 「湾岸ミッドナイト」 - R33スカイラインGT-Rがベイブリッジ上でクラッシュする。
- 「BAY BRIDGE」 - 長渕剛のアルバム「JAPAN」に収録されている曲。
- 「D-ブリッジ・テープ」 - 沙藤一樹の小説。第4回（1997年）日本ホラー小説大賞短編賞受賞作。横浜ベイブリッジがゴミ捨て場となった近未来で、幼少期にゴミと一緒に捨てられて橋の上で生涯を過ごした少年が生前に吹き込んだテープが発見されたという設定。

## ギャラリー

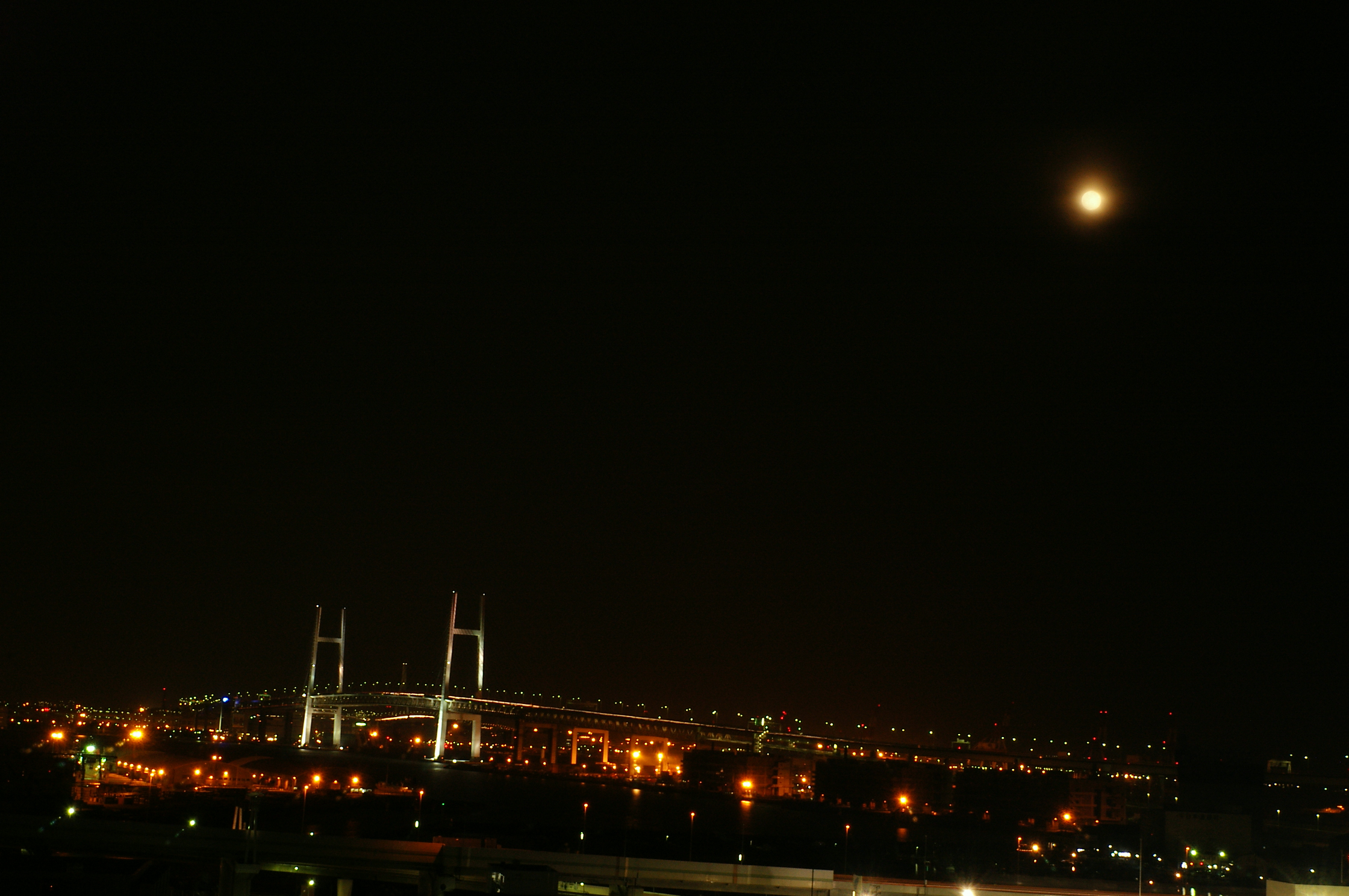
港の見える丘公園より
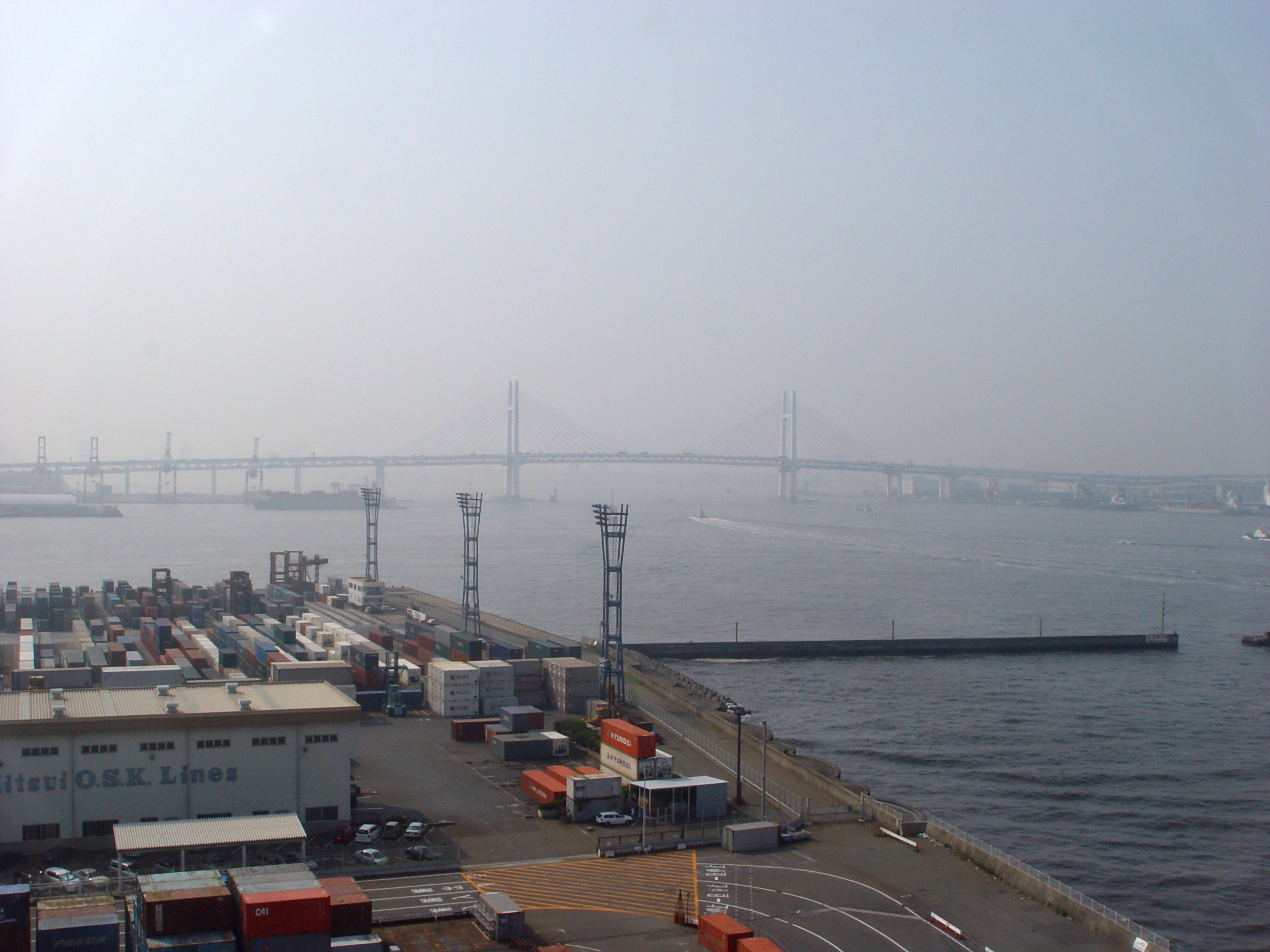
横浜港シンボルタワーより
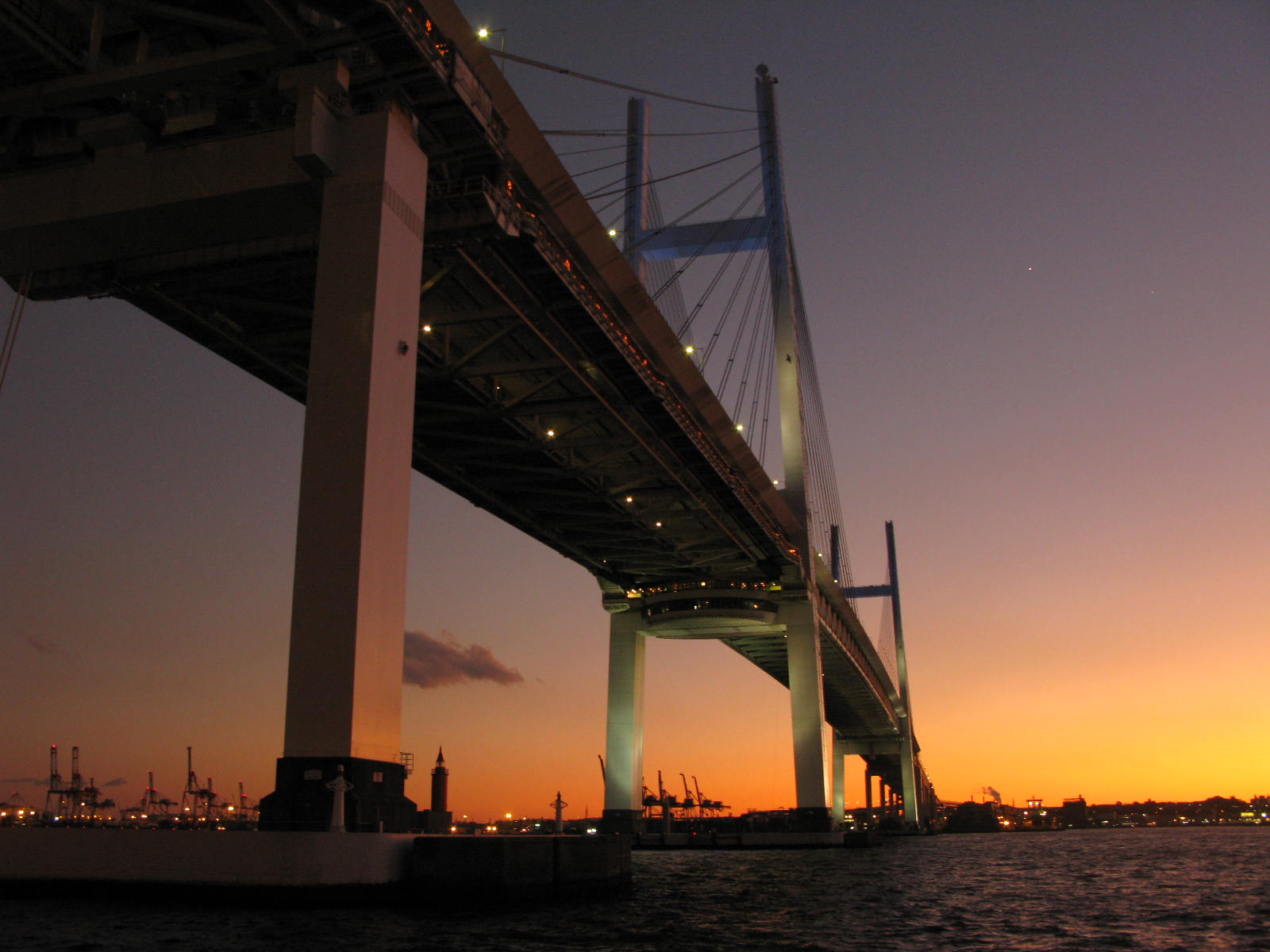
大黒ふ頭より
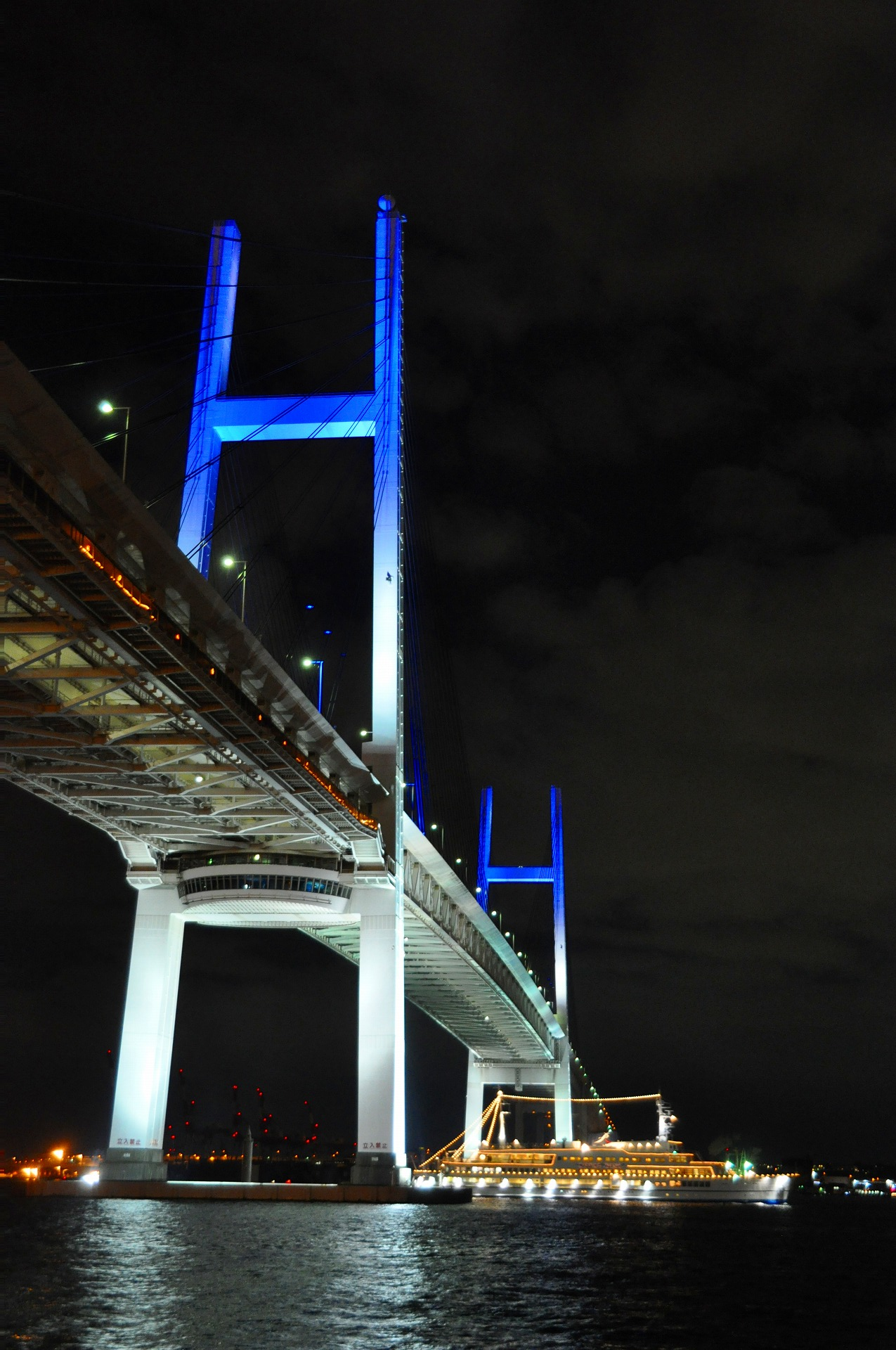
夜のライトアップ 大黒ふ頭より
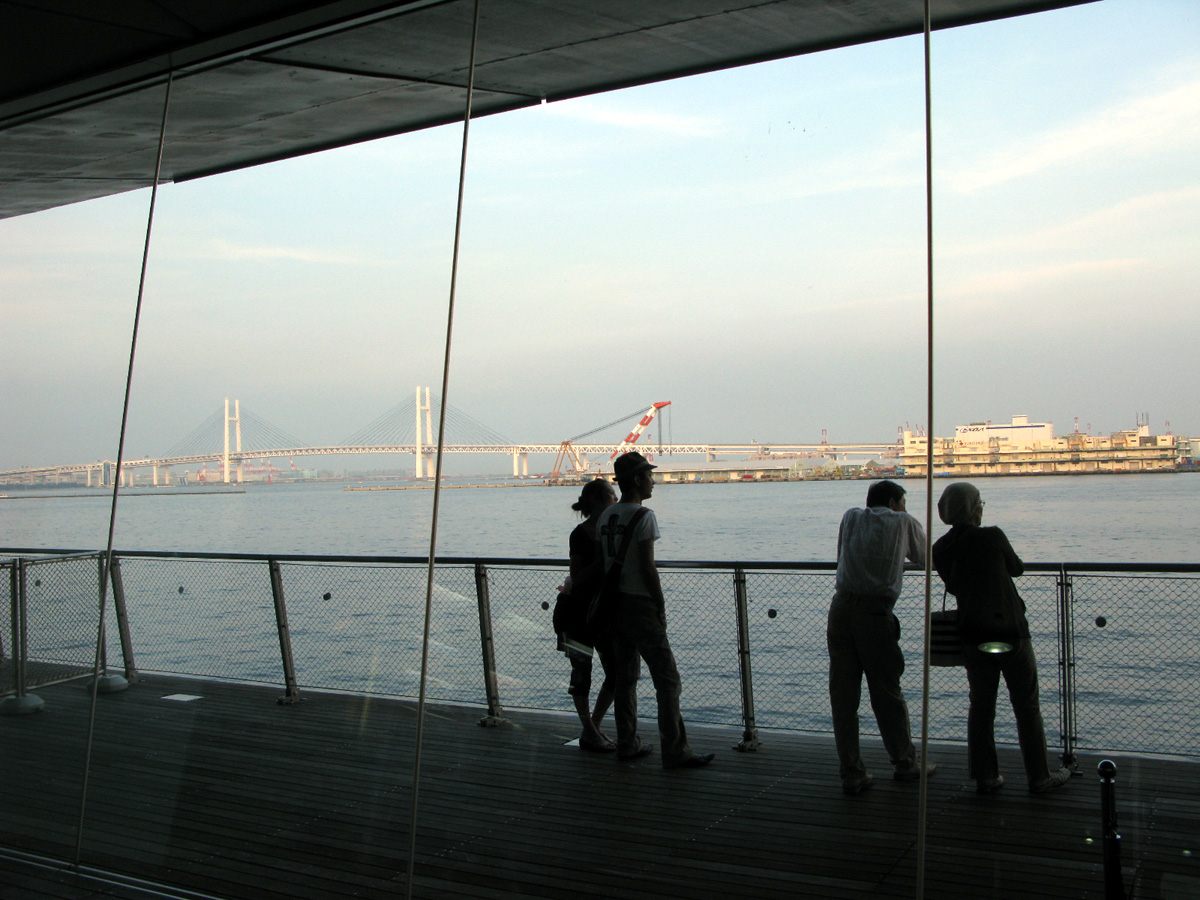
大さん橋より
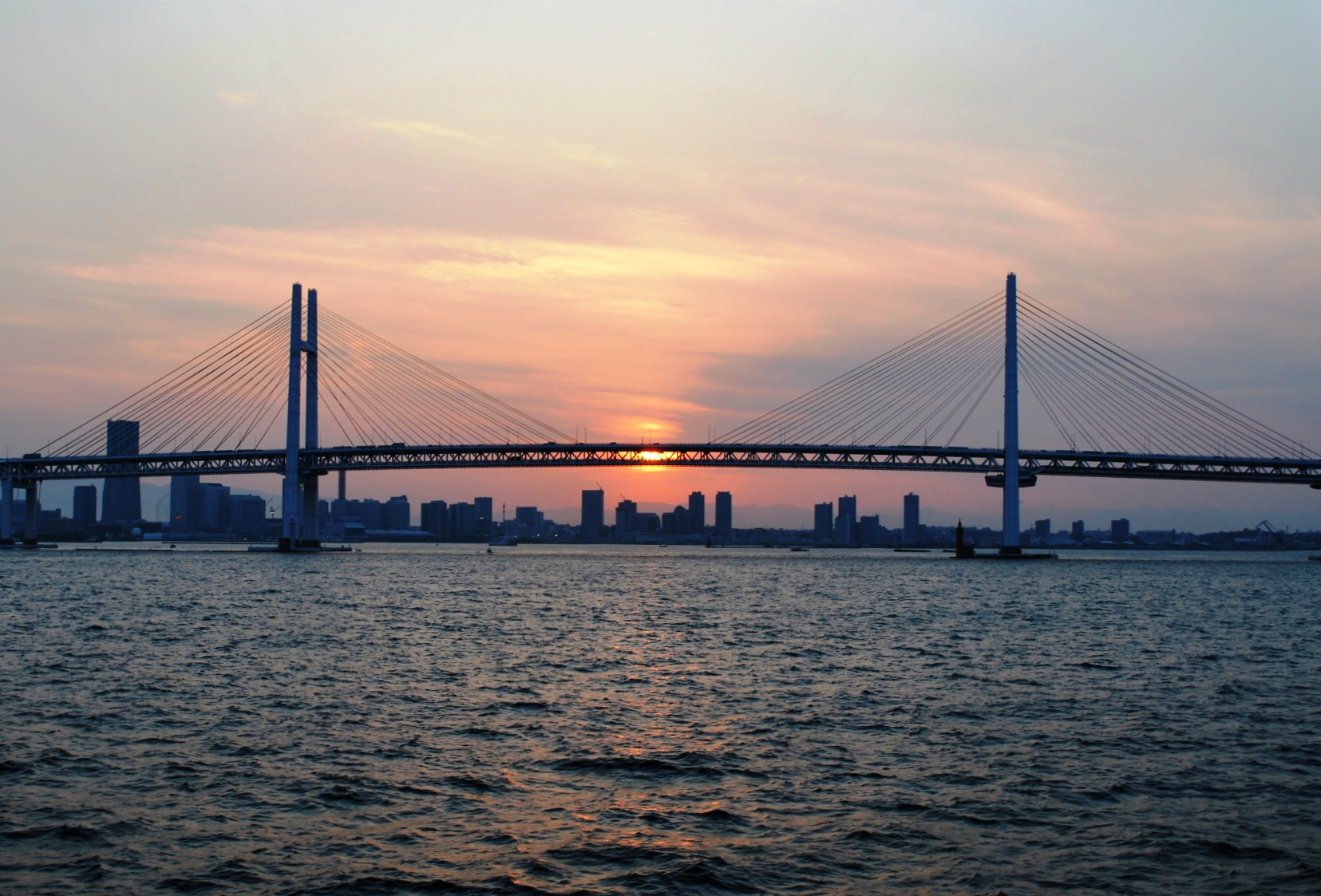
海上より
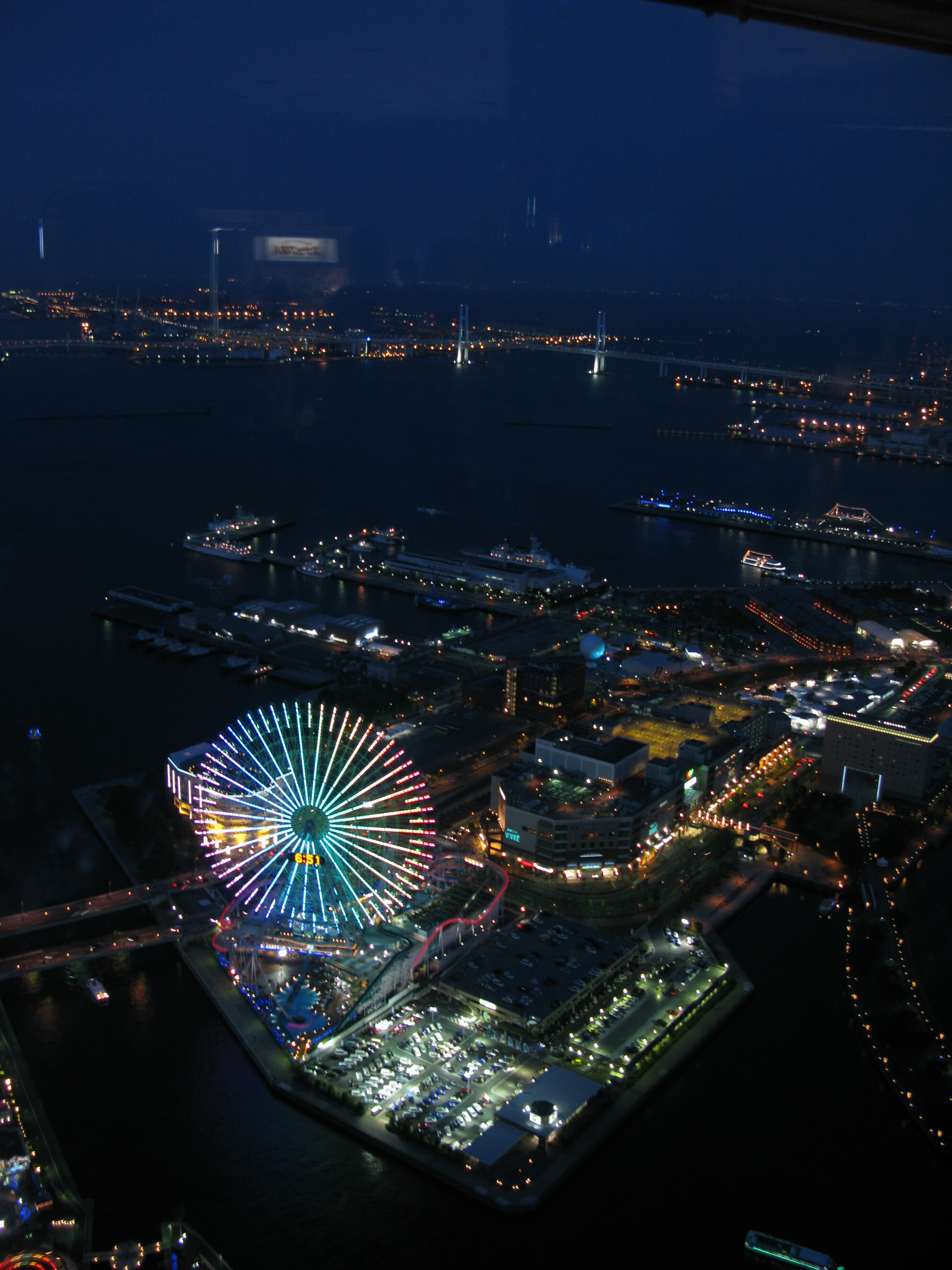
横浜ランドマークタワーより（夜）。手前は大観覧車。
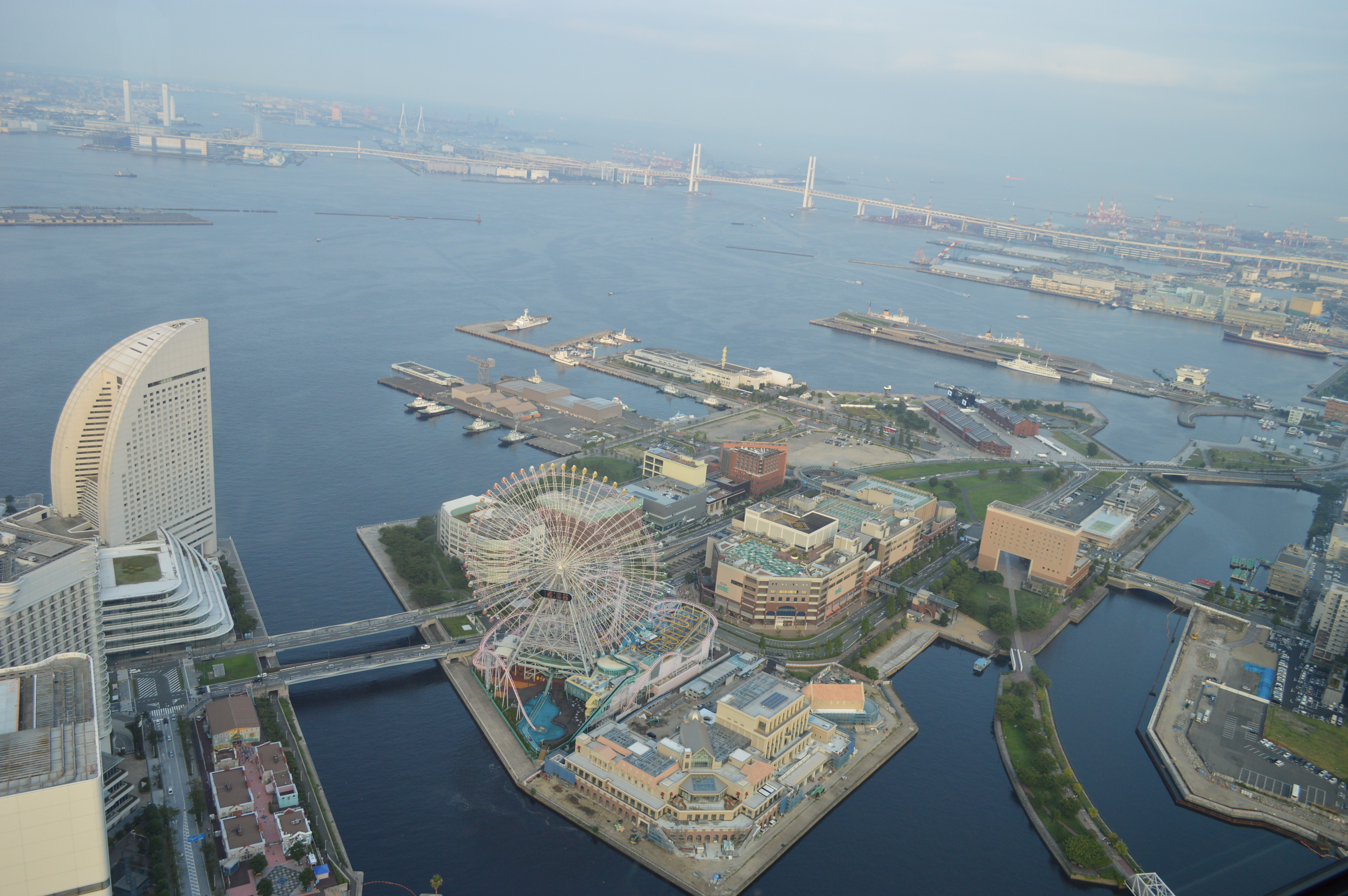
横浜ランドマークタワーの展望台より（昼間）
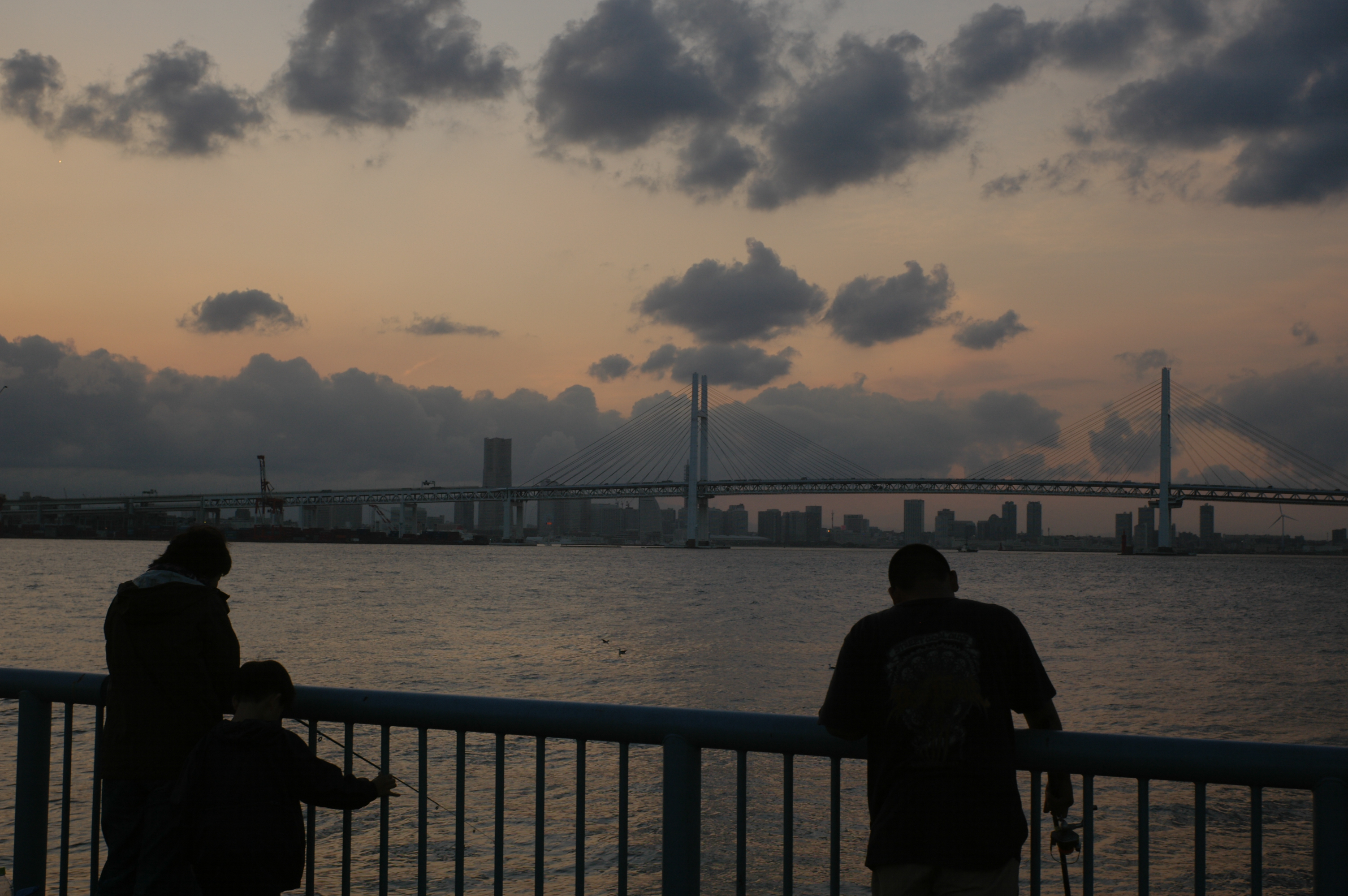
大黒海釣り公園より
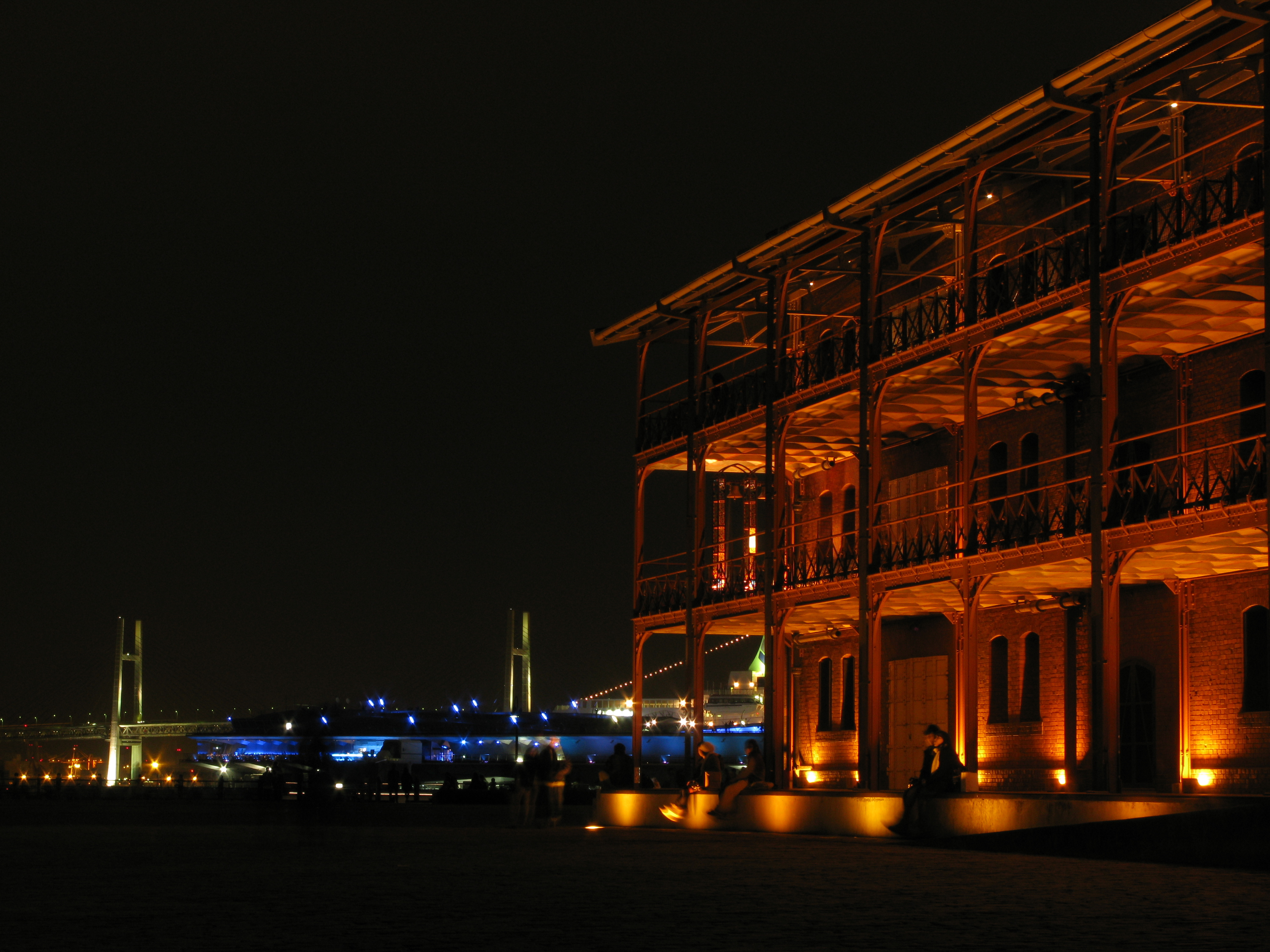
横浜赤レンガ倉庫より
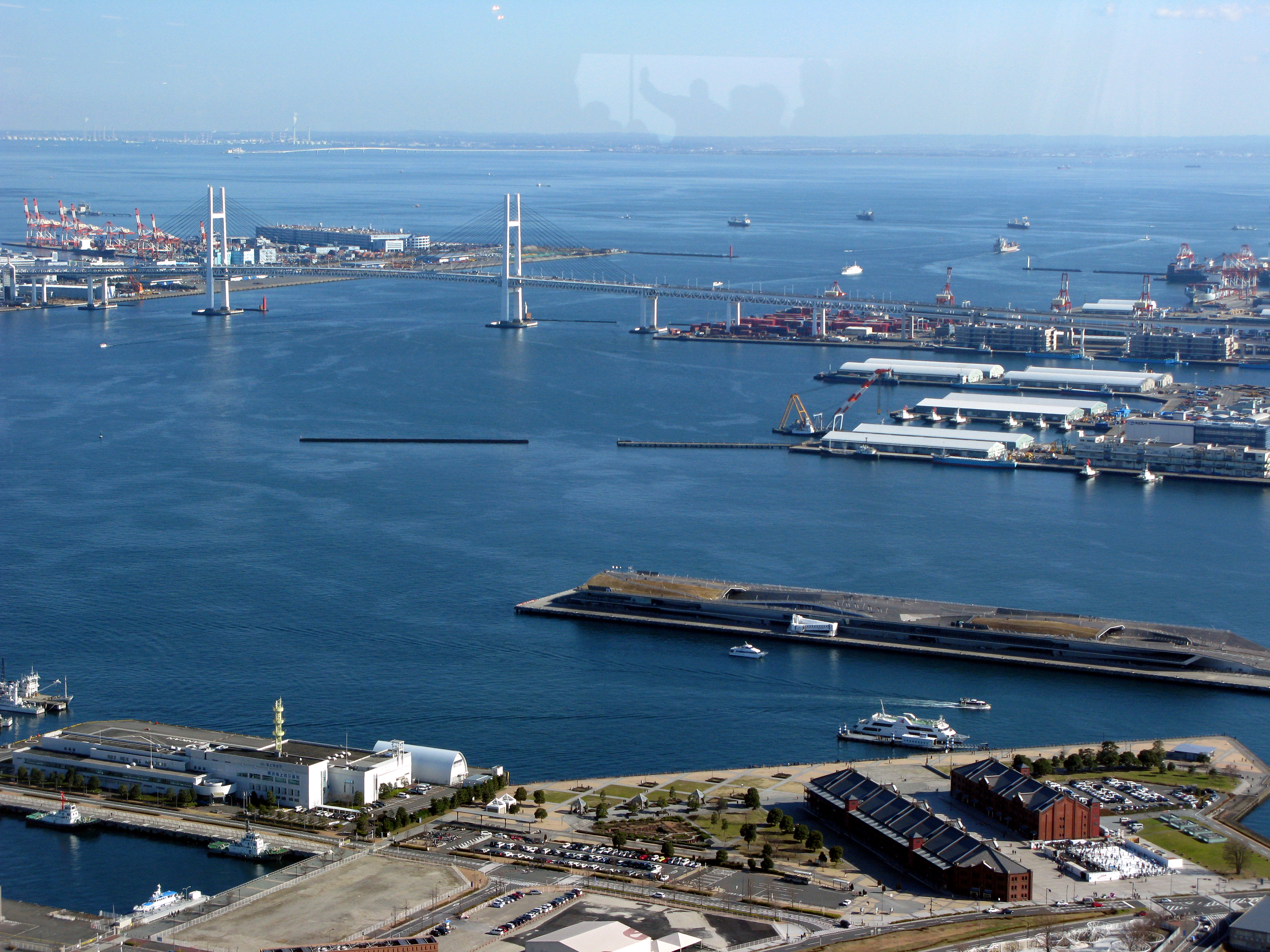
横浜ランドマークタワーより。右手前は横浜赤レンガ倉庫。
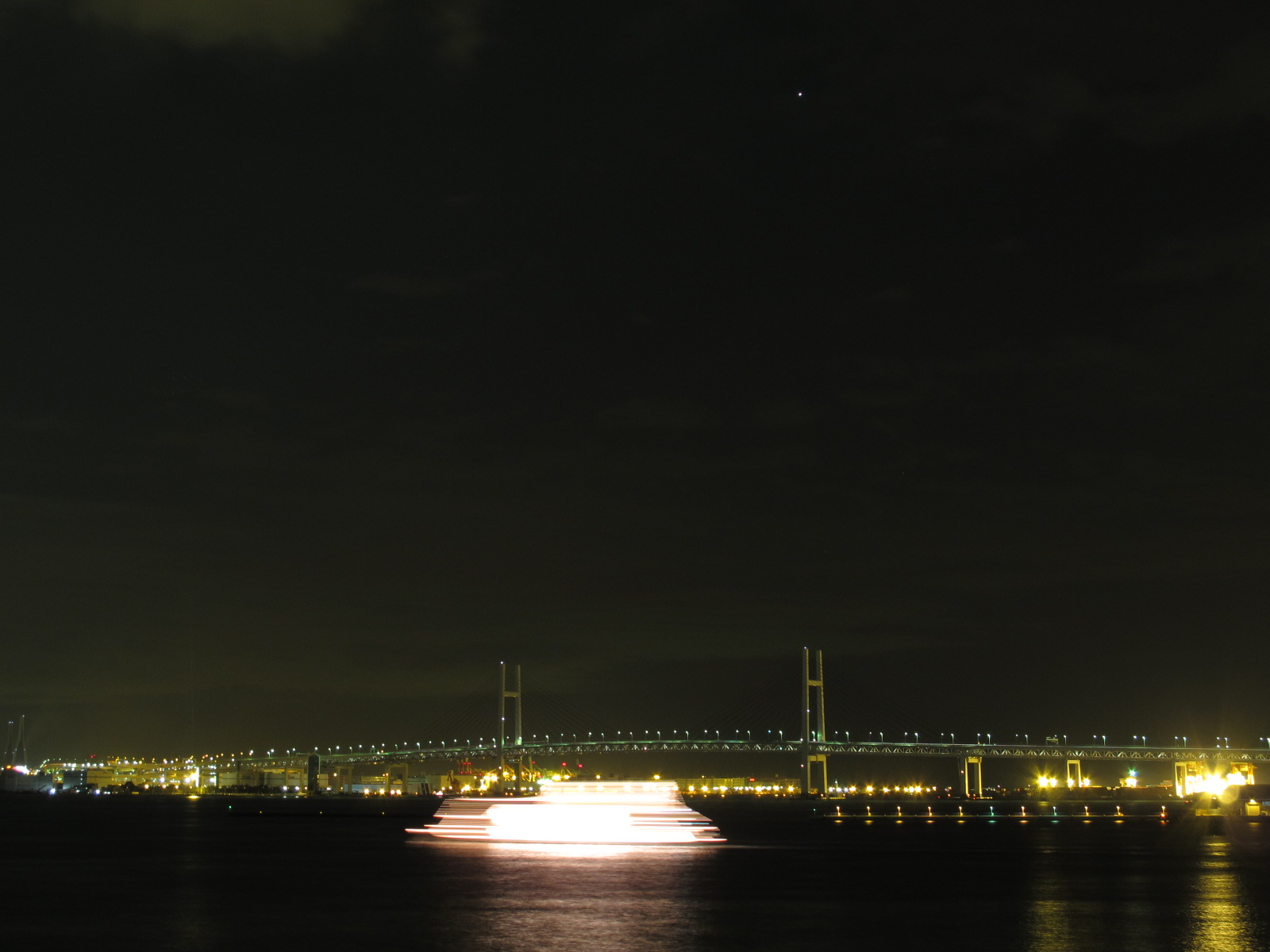
大さん橋より。手前はディナークルーズ船。
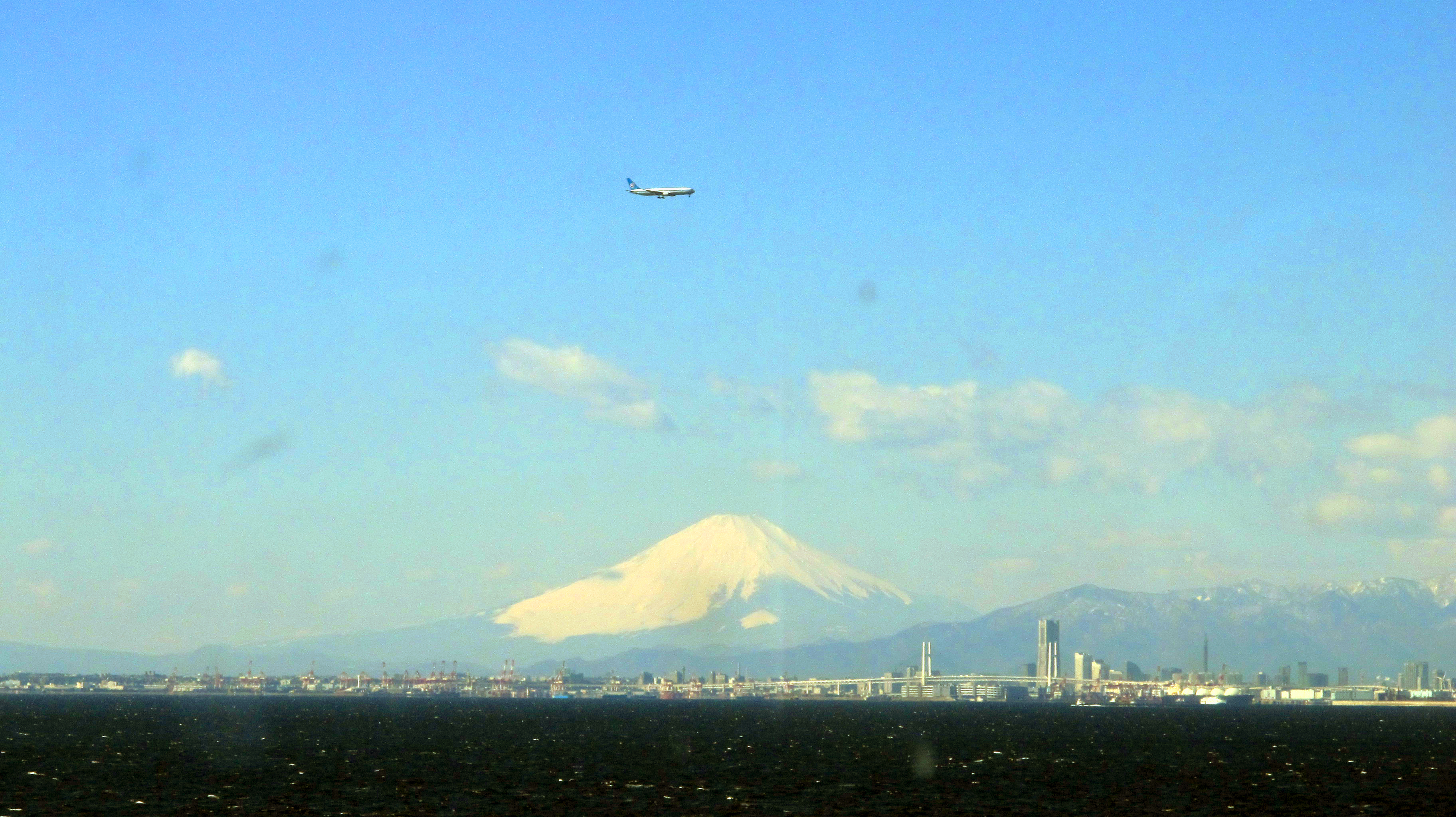
海ほたるパーキングエリアより。
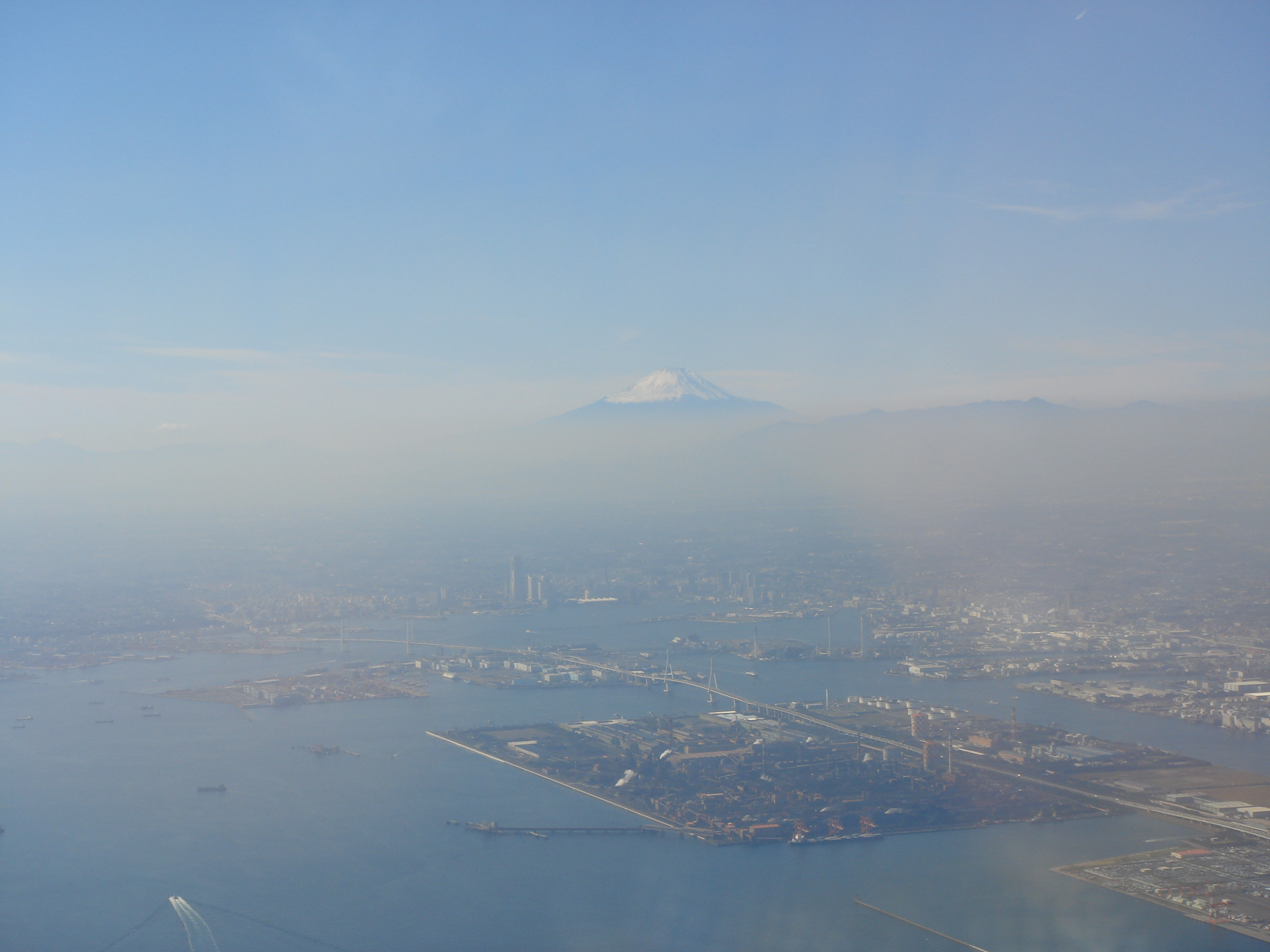
横浜ランドマークタワーと富士山空撮。 （東京湾上空より）
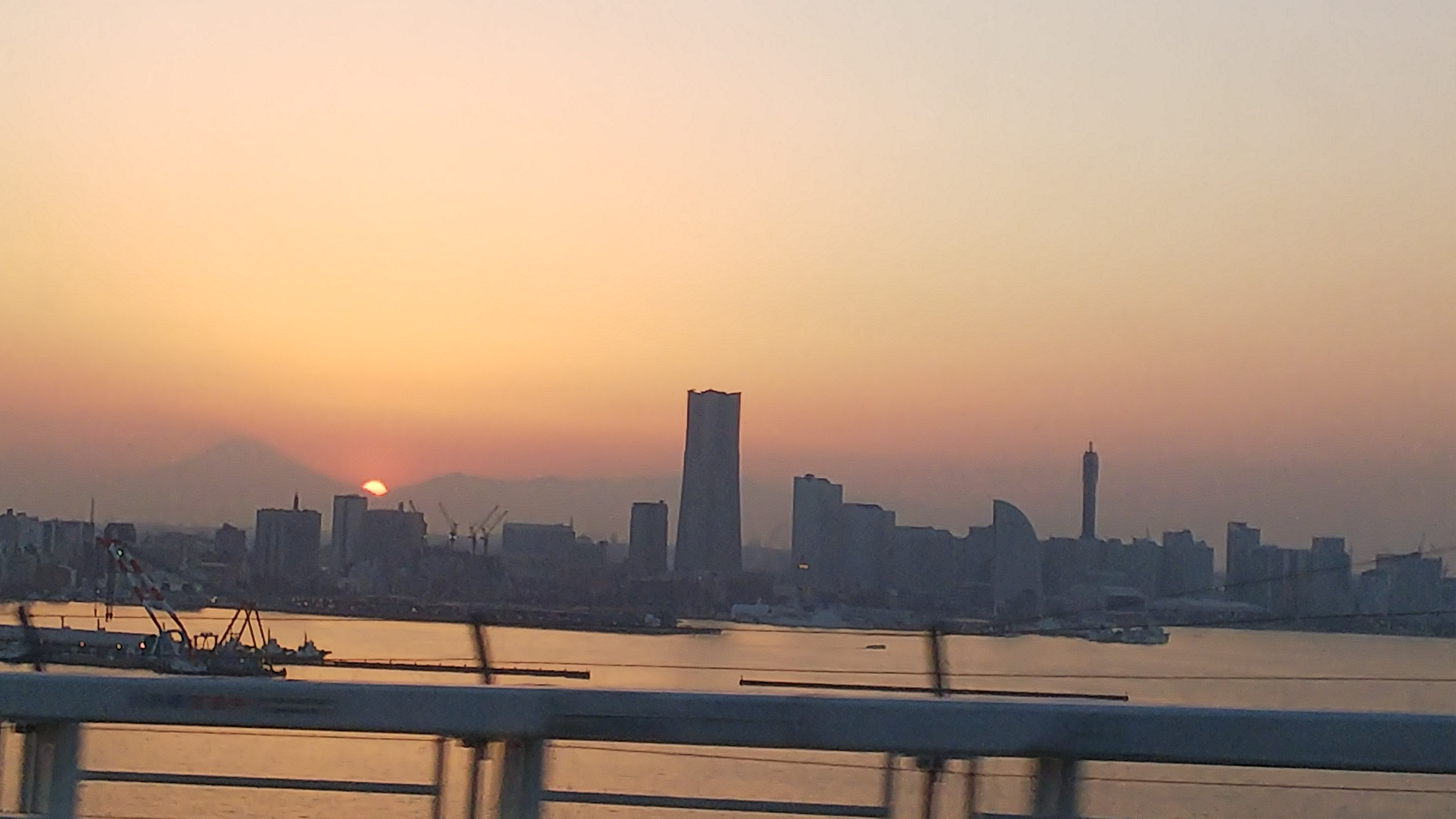
横浜ベイブリッジから見る夕日
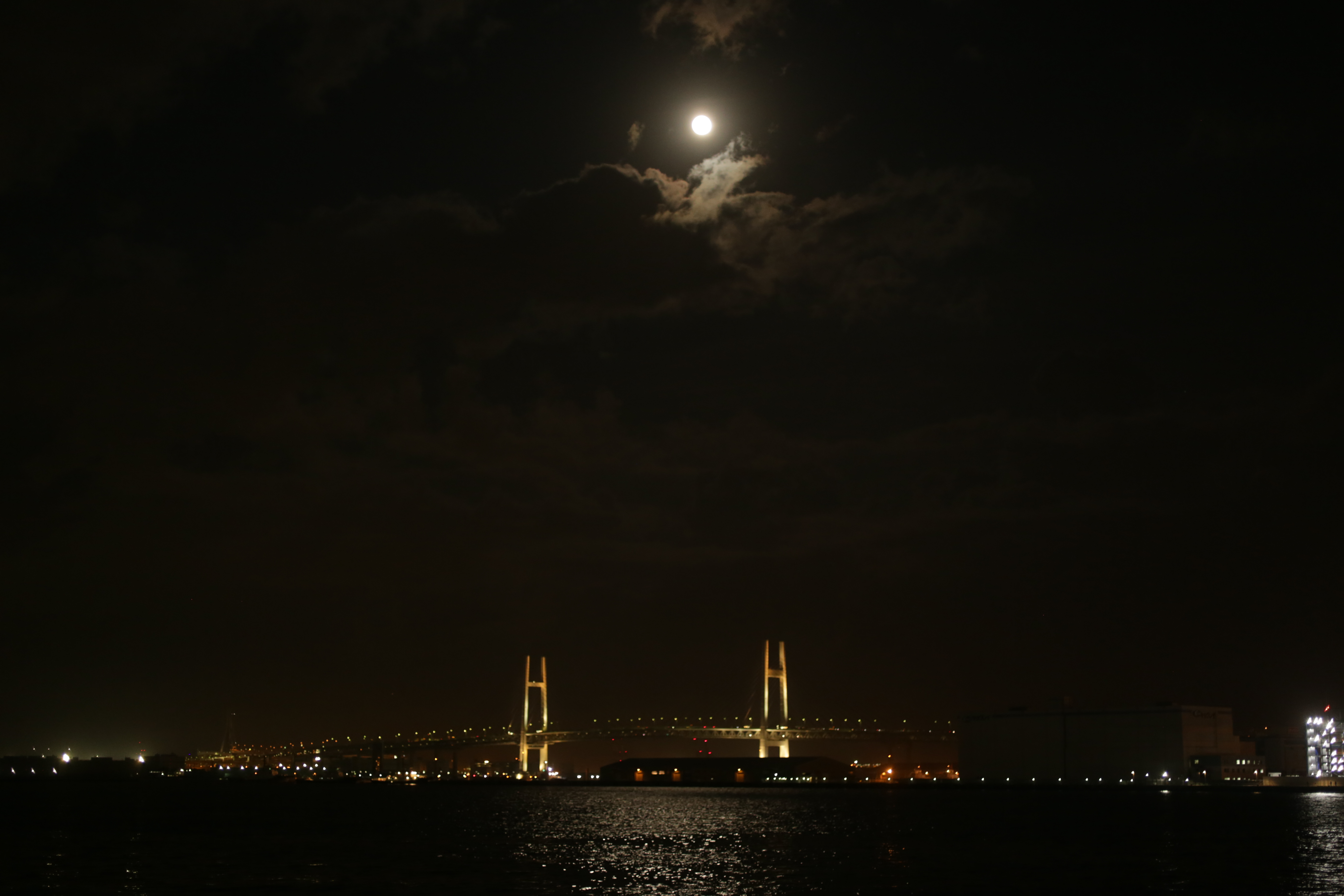
山下公園から月と一緒に

## その他
- 2004年（平成16年）11月23日にはNHKの『プロジェクトX〜挑戦者たち〜』でも紹介された。
- 横浜市では食品衛生法に基づく飲食店などの営業許可書や、市立学校の通知表にも横浜ベイブリッジが描かれている。
- 横浜市のマンホールは、横浜ベイブリッジが描かれている（1997年以降に設置されたもの）。
- 橋脚部にはNHKが情報カメラを設置している。またテレビ神奈川はスカイウォーク施設の屋上に2010年代中頃まで情報カメラを設置していたが、後にこの場所での運用を終了し撤去、2018年時点では大さん橋に設置場所が変更されている[注釈 5]。
- プロ野球球団・横浜DeNAベイスターズの「ベイスターズ」はこの横浜ベイブリッジから取られている。